# James Patrick Carroll
James Patrick Carroll (ur. 3 grudnia 1908 w Sydney, zm. 14 stycznia 1995) – australijski duchowny rzymskokatolicki, arcybiskup ad personam, w latach 1954–1984 biskup pomocniczy Sydney.

## Życiorys
Święcenia kapłańskie przyjął 30 maja 1931 w archidiecezji Sydney, udzielił ich mu wiceregent wikariatu rzymskiego abp Giuseppe Palica. 6 stycznia 1954 papież Pius XII mianował go biskupem pomocniczym Sydney ze stolicą tytularną Atenia. Sakry udzielił mu 24 lutego 1954 kardynał Norman Thomas Gilroy, arcybiskup metropolita Sydney. Był ojcem soborowym podczas drugiej, trzeciej i czwartej sesji soboru watykańskiego II. 15 października 1965 papież Paweł VI nadał mu tytuł arcybiskupa ad personam i zarazem przydzielił nową stolicę tytularną Amasea. 23 lipca 1984 przeszedł na emeryturę jako pierwszy w historii (pod względem daty sakry) biskup pomocniczy Sydney, który nie został przeniesiony z tego urzędu na stanowisko biskupa diecezjalnego jednej z australijskich diecezji. Zmarł 14 stycznia 1995 w wieku 86 lat.